# Gisela Matzer

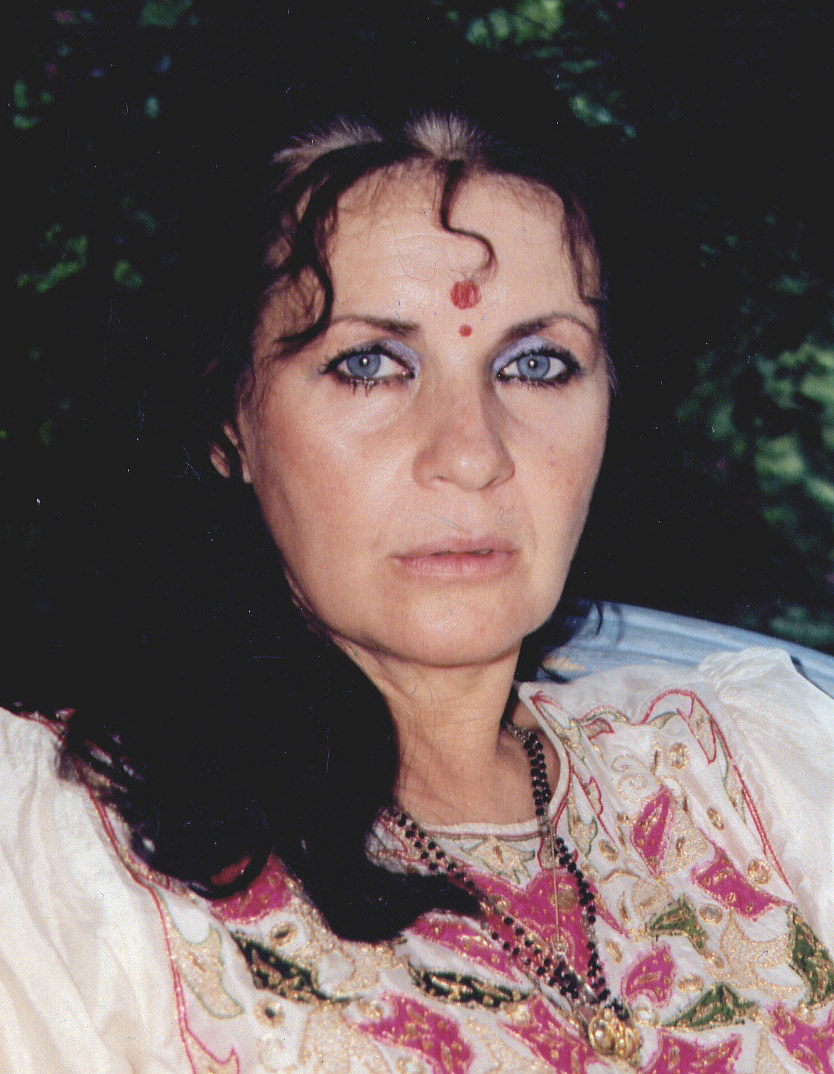
Gisela Matzer (2011)

Gisela Matzer (* 7. September 1941 in Wien) ist eine österreichische Schauspielerin.

## Leben
Gisela Matzer ist die Tochter der Schauspielerin Grete Bittner und des Schauspielers Josef Liszt. 1944 zog sie mit ihrer Mutter nach Klagenfurt am Wörthersee. Nach der Ausbildung zur Grundschullehrerin war sie 1967 bis 1998 als Schauspielerin und Regieassistentin am Stadttheater Klagenfurt tätig. Sie hat drei Kinder.
Nach mehreren Aufenthalten in Indien beschloss sie 1999, dort zu bleiben und sammelte Spenden für die Erbauung eines Waisenhauses. In ihrem Vorhaben von Nirmala Srivastava unterstützt, eröffnete sie im Jahre 2003 in Greater Noida, einer Trabantenstadt von Neu-Delhi, das Waisen- und Frauenhaus Vishwa Nirmala Prem Ashram.